# Jamesbrittenia fodina
Jamesbrittenia fodina är en flenörtsväxtart som först beskrevs av Hiram Wild, och fick sitt nu gällande namn av O.M. Hilliard. Jamesbrittenia fodina ingår i släktet Jamesbrittenia och familjen flenörtsväxter. Inga underarter finns listade i Catalogue of Life.